# Bahnhof Ulzburg Süd
Der Bahnhof Ulzburg Süd ist ein Knotenpunkt im Netz der AKN Eisenbahn. Hier treffen die AKN-Stammstrecke und die Alsternordbahn (ANB), die heute von den Linien A1 bzw. A2 befahren werden, aufeinander. Zusätzlich beginnen und enden in Ulzburg Süd Züge der Linie A3 (ehemals Elmshorn-Barmstedt-Oldesloer Eisenbahn, wobei Ulzburg Süd früher außerhalb der eigentlichen EBO lag).
Der Bahnhof befindet sich am westlichen Rand des gleichnamigen Ortsteils von Henstedt-Ulzburg. 2012 gab es in Ulzburg Süd 8.274 Ein- und Aussteiger an einem durchschnittlichen Tag.

## Geschichte
Der Bahnhof wurde 1953 unter dem Namen Beckershof an der AKN-Stammbahn angelegt, um diese mit der zu dieser Zeit neu errichteten Alsternordbahn zu verknüpfen, wurde aber bald in Ulzburg Süd umbenannt. Mitte der 1990er Jahre wurde der Bahnhof modernisiert.
Die Züge der Alsternordbahn fuhren seitdem bis 2023 überwiegend auf das mittlere Gleis 2, zwischen den beiden Gleisen der AKN-Stammstrecke, so dass sich auf beiden Seiten bahnsteiggleicher (und zeitgleicher) Übergang zwischen den Zügen der Linien ergab. Vorher verfügte die Alsternordbahn über einen separaten Bahnsteig auf der östlichen Seite der Anlage. Durch die Änderung wurde das Umsteigen zwischen beiden Linien deutlich erleichtert, da der Bahnsteig nicht mehr gewechselt werden musste.
Von 1976 bis 2002 befand sich das Zentralstellwerk für die Strecken an diesem Bahnhof. Es wurde inzwischen in das AKN-Betriebszentrum nach Kaltenkirchen verlagert. Auf der ehemals dafür genutzten Fläche wurden Parkplätze errichtet.

## Aufbau
Der Bahnhof besitzt zwei Mittelbahnsteige mit drei Gleisen. Das mittlere Gleis ist von beiden Bahnsteigen aus erreichbar. Südlich der Bahnsteige befinden sich zwei Abstellgleise mit jeweils etwa 130 Meter Länge. Diese werden für die hier endenden Züge aus Elmshorn genutzt. Noch weiter südlich, zwischen den Haltepunkten Meeschensee der Alsternordbahn und Tanneneck der AKN-Stammstrecke, existiert eine Verbindungskurve zwischen beiden Strecken. Sie wird für Güterzüge aus Richtung Eidelstedt zur Norderstedter Industriebahn (NIB) genutzt.

## Betrieb

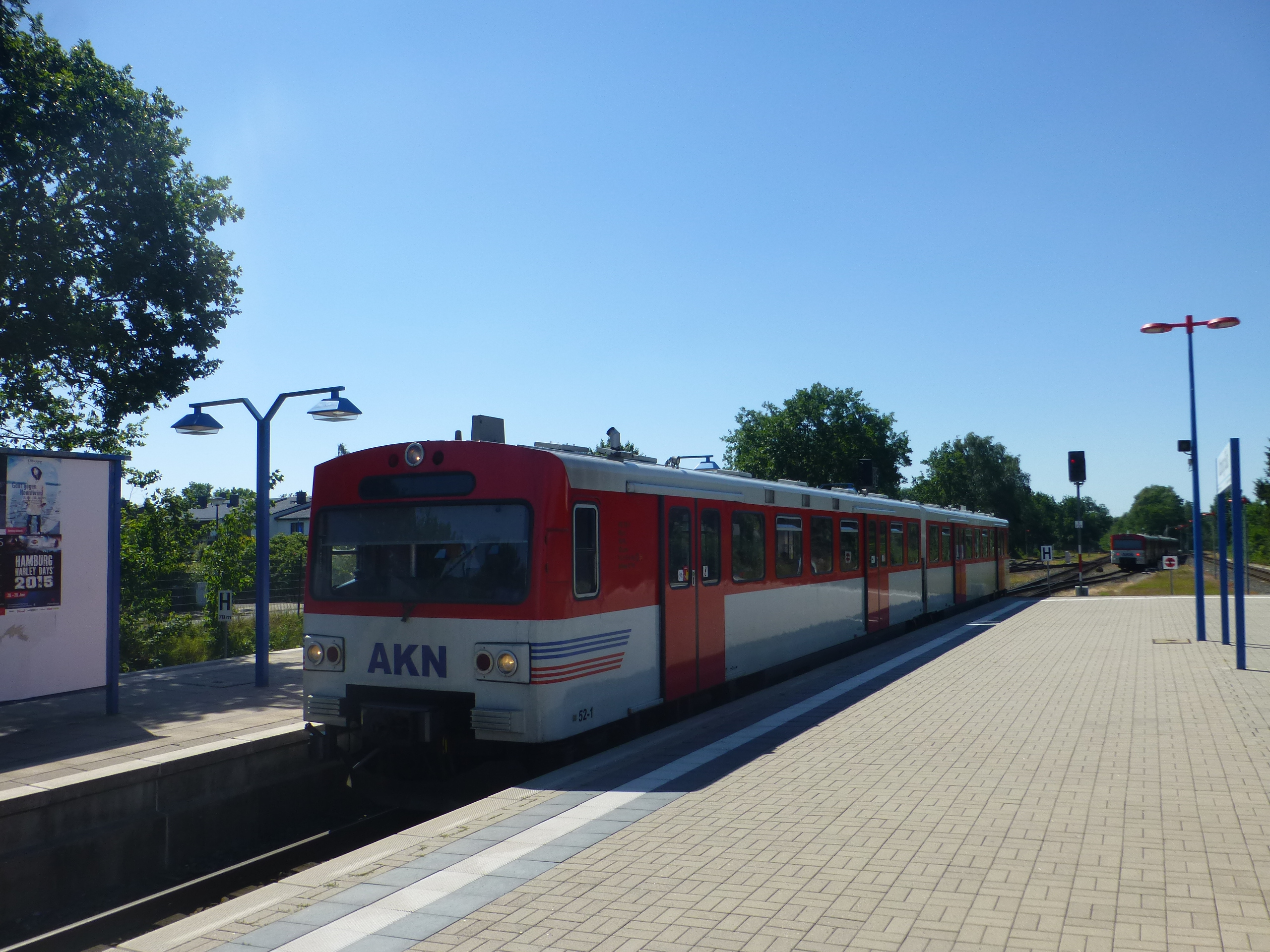
Aus Norderstedt Mitte einfahrender Zug, im Hintergrund ein Teil der Abstellanlage

In Ulzburg Süd halten, beginnen oder enden wochentäglich etwa 300 Personenzüge.
Seit der Umstellung des AKN-Liniennetzes im August 2023 enden die Züge der A1 überwiegend in Ulzburg Süd und fahren von Gleis 1 ab, während die A2 die Gleise 2 und 3 nutzt.
Im Dezember 2009 wurde auf dem östlichen Bahnhofsvorplatz eine Bushaltestelle für die Buslinie 293 eingerichtet. Seit Dezember 2012 hält hier zudem die Buslinie 593.

## Bahnlinien
| Linie | Verlauf | Takt |
| ----- | --- | --- |
| A1    | Eidelstedt – Eidelstedt Zentrum – Hörgensweg – Schnelsen – Burgwedel – Bönningstedt – Hasloh – Quickborn Süd – Quickborn – Ellerau – Tanneneck – Ulzburg Süd (– Henstedt-Ulzburg – Kaltenkirchen Süd – Kaltenkirchen) | 20-Minuten-Takt, Verstärkerfahrten zu Hauptverkehrszeiten, am Samstag 20-Minuten-Takt, am Sonntag 30-Minuten-Takt                           |
| A2    | Norderstedt Mitte – Moorbekhalle – Friedrichsgabe – Quickborner Straße – Haslohfurth – Meeschensee – Ulzburg Süd – Henstedt-Ulzburg – Kaltenkirchen Süd – Kaltenkirchen – Holstentherme – dodenhof – Nützen – Lentföhrden – Bad Bramstedt Kurhaus – Bad Bramstedt – Wiemersdorf – Großenaspe – Boostedt – Neumünster Süd – Neumünster | 20-Minuten-Takt, Verstärkerfahrten zu Hauptverkehrszeiten, bis Neumünster stündlich, am Samstag 20-Minuten-Takt, am Sonntag 30-Minuten-Takt |
| A3    | Ulzburg Süd – Henstedt-Ulzburg – Alveslohe – Langeln – Barmstedt – Barmstedt Brunnenstraße – Voßloch – Bokholt – Sparrieshoop – Langenmoor – Elmshorn | stündlich, Verstärkerfahrten zu Hauptverkehrszeiten                                                                                         |